# Fulbright Tower
Pour les articles homonymes, voir Fulbright.
La Fulbright Tower ou Chevron Tower est un gratte-ciel de bureaux faisant partie du complexe immobilier Houston Center à Downtown Houston, au Texas.